# Hwang Jung-min
Hwang Jung-min (1 de septiembre de 1970) es un actor surcoreano.

## Carrera

### 1995–2004: Inicios y transición al cine
Hwang Jung-min comenzó su carrera en el teatro musical, haciendo su debut como actor en Line 1 en 1995. Él entonces protagonizó varios musicales y obras en Daehangno como Jesucristo Superestrella y Cats.
A pesar de una carrera sobre el escenario, Hwang tuvo dificultades para comenzar en el cine. Tuvo una larga lucha para ganar reconocimiento, con personas diciendo que "no tenía el rostro para el cine". Él incluso consideró dejar su sueño, pero se aferró a su convicción de caminar el camino de la actuación. Hwang dijo, "después de interesarme en el escenario y de cómo se siente ser esa persona sobre el escenario, nunca pensé en nada más. Nunca me desvié -- eso es una cosa que puedo decir con confianza".
Su gran éxito vino cuándo fue parte del elenco de Waikiki Brothers, una película del 2001 que fue un inesperado éxito en Corea. En su papel como baterista sin esperanzas, Hwang dejó una fuerte impresión y ganó críticas favorables, con el director Yim Soon-rye llamándolo "un diamante en bruto". Hwang consiguió prominentes papeles en Road Movie, A Good Lawyer's Wife, Heaven's Soldiers y A Bittersweet Life.

### 2005–2007: Éxito popular
Pero fue en 2005 que Hwang se volvió un nombre reconocido, retratando a un ingenuo granjero enamorado de una prostituta afectada de SIDA en el exitoso melodrama You Are My Sunshine. Hwang explica que él estuvo "conmovido por la historia de genuino amor entre dos personas. Estuve de acuerdo con la idea del director de mostrarlo como amor puro, como un diamante en bruto, sin descuidarlo o sobrecargarlo".
Cuándo aceptó el premio a mejor actor en los Blue Dragon Film Awards por su interpretación en You Are My Sunshine, muchos estuvieron conmovidos por su discurso ahora famoso: "Todo lo que hice fue añadir una cuchara a la mesa de una cena que ya había sido preparada por otros".
Debido a ello Hwang paso a estar en la lista de grandes estrellas en la industria del cine coreano, encabezando películas como Bloody Tie, Black House, Hapiness, A Man Who Was Superman y Private Eye.
Hwang ha dicho que cuando escoge guiones,  mira la historia de manera global más que el personaje en sí. Por ello se esfuerza continuamente en traer hacia afuera el interior del personaje. Hwang dijo, "Es muy importante que no te enfoques demasiado en ti. Siempre tienes que recordar que hay otra persona mirando la escena. Mantener la objetividad es importante." Hwang enfatiza la sinceridad y la empatía en su actuación. "La cámara no miente. Nunca puedes engañar al espectador. Tienes que actuar con el corazón, no con la cabeza". Es debido a este compromiso a la verdad emocional que Hwang confiadamente puede decir a los entrevistadores que esta 100 por ciento satisfecho con su trabajo. Durante una crisis en el set, o cuándo está sintiendo demasiada satisfacción o está atrapado en los hábitos,  saca las notas que hizo cuando leyó el guion por primera vez. Dijo, "miro el guion una y otra vez. Ahí es donde están todas las respuestas".

### 2008–2012: Regreso al teatro, debut en televisión y como director
Hizo su triunfal regreso al escenario en la producción del año 2008, Nine. El productor del teatro dijo que le tomó tres años encontrar el reparto para el papel principal porque en Hwang había encontrado el actor ideal para competir con la actuación de Antonio Banderas en Broadway. Desde entonces protagonizó en University of Laughs, The Wedding Singer y El hombre de La Mancha. Hwang dice, "Una película es el arte de un director pero el teatro es el arte de un actor".
The Accidental Couple del 2009 fue particularmente especial para Hwang, ya que fue su primera vez en un drama televisivo en sus 14 años de carrera como actor.
Para su papel como un ciego espadachín en la película de 2010, Blades of Blood, Hwang fue a escuelas para ciegos a observar sus movimientos. Él entonces protagonizó The Unjust, un cine negro altamente aclamado acerca de la corrupción en el sistema judicial de Corea del Sur.
Hwang lugo se reunió con la actriz Uhm Jung-hwa (con quien él anteriormente protagonizó en 2005 la comedia romántica All for Love) en la película de 2012, Dancing Queen. Regresó a la televisión con el drama Korean Peninsula en 2012, pero fue menos exitosa.
A finales de 2012, Hwang hizo su debut como director de teatro en el musical de Stephen Sondheim, Assassins, en el cual él también protagonizó.

### 2013–Presente: Éxito crítico y comercial en el cine
Hwang volvió a enfocarse en películas, protagonizando la película de cine negro, New World (2013), donde su interpretación fue distinguida por el The New York Times. Una vez más trabajó con Uhm Jung-hwa en la película In My End Is My Beginning (el cual fue a partir del cortometraje de 2009, Five Senses of Eros). Hwang entonces interpretó a un luchador de mediana edad en la película Fists of Legend, realizando todas las escenas acrobáticas él mismo.
En 2014, Hwang protagonizó el drama romántico Man in Love. Dijo que escogió protagonizar la película para apoyar la diversidad en la industria del cine coreano, y porque quería mostrar el lado humano de su personaje, un gánster, con enfermedad terminal que se enamora por primera vez.
Más tarde en el año, Hwang protagonizó Oda a Mi Padre, encarnando al hombre común surcoreano en el contexto de la historia reciente del país y el mundo desde los años 50. La película describió la evacuación de Hungnam durante la guerra de Corea, los gastarbeiters en las minas de carbón de Alemania en el 1960, y la Guerra de Vietnam. Oda a Mi Padre se convirtió en la segunda película con mayor recaudación en la historia del cine coreano, con 14.2 millones de tickets vendidos.
Se reunió con el director de The Unjust, Ryoo Seung-wan en 2015 para Por encima de la ley (título internacional, Veteran), interpretando a un detective temperamental que sigue a un heredero arrogante y chaebol sin corazón. La película fue otro éxito, y es actualmente la tercera película con mayor recaudación en la historia del cine coreano. Hwang luego protagonizó el film The Himalayas, donde interpreta a un renombrado alpinista coreano, Um Hong-gil, quién se convirtió en la primera persona en alcanzar la cima de las 16 montañas más altas de la Tierra.
En 2016,  protagonizó junto a Kang Dong-won el film de crimen, A Violent Prosecutor, el cual fue el segundo film con mayor recaudación del 2016. Esto fue seguido por el aclamado film de horror de Na Hong-jin, The Wailing, y la película de cine negro Asura: The City of Madness, la cual se estrenó en el Festival de cine de Toronto Nº41. Hwang fue coronado "Actor del Año" en la Encuesta Gallup de Corea el 2016.
Hwang fue confirmado para protagonizar en la próxima película The Battleship Island junto a las estrellas So Ji-sub y Song Joong-ki. Esta película marca la segunda vez que el actor trabajará con el director Ryoo Seung-wan, anteriormente trabajaron juntos en Veteran.
En 2018, protagonizó Infiltrado en el Norte, película dirigida por Yoon Jong-bin. En ella es un agente de inteligencia surcoreano que se infiltra en Corea del Norte para obtener datos sobre su programa nuclear. Su interpretación le valió el premio al mejor actor en los 55.º Premios Grand Bell.

## Vida personal
Hwang se casó con la actriz de teatro musical Kim Mi-hye el 6 de septiembre de 2004. Tienen un hijo llamado Hwang Sae-hyun.
Su hermano menor es el compositor y director musical Hwang Sang-jun.
En promedio, Hwang protagoniza tres a cuatro películas al año. A los críticos que dicen que hace demasiados, Hwang respondió, "creo que es responsabilidad de los actores esforzarse al máximo en sus actuaciones cuando se cruzan con guiones que se acomodan a ellos. Respiro solo cuándo actúo."

## Filmografía

### Cine
| Año  | Título                             | Papel               | Notas                           | Ref.                 |
| ---- | ---------------------------------- | ------------------- | ------------------------------- | -------------------- |
| 1990 | The General's Son                  |                     |                                 |                      |
| 1999 | Shiri                              |                     |                                 |                      |
| 2001 | The She                            |                     |                                 |                      |
| 2001 | Waikiki Brothers                   | Kang-soo            |                                 |                      |
| 2002 | Road Movie                         | Dae-shik            |                                 |                      |
| 2002 | YMCA Baseball Team                 | Ryu Kwang-tae       |                                 |                      |
| 2003 | A Good Lawyer's Wife               | Ju Yeong-jak        |                                 |                      |
| 2003 | The End of a Wicked Woman          |                     | Cortometraje                    |                      |
| 2004 | The Wolf Returns                   |                     |                                 |                      |
| 2004 | Twentidentity "Under a Big Tree"   |                     | Cortometraje                    |                      |
| 2005 | This Charming Girl                 | Escritor            |                                 |                      |
| 2005 | A Bittersweet Life                 | Baek Dae-sik        |                                 |                      |
| 2005 | Heaven's Soldiers                  | Park Jung-woo       |                                 |                      |
| 2005 | You Are My Sunshine                | Seok-joong          |                                 |                      |
| 2005 | All for Love                       | Na Do-chul          |                                 |                      |
| 2006 | Vecinos invasores (doblaje de voz) |                     |                                 |                      |
| 2006 | Bloody Tie                         | Do Jin-kwang        |                                 |                      |
| 2007 | Black House                        | Jeon Joon-oh        |                                 |                      |
| 2007 | Happiness                          | Young-su            |                                 |                      |
| 2007 | Eleventh Mom                       | Baek-jung           |                                 |                      |
| 2008 | El hombre que fue Superman         | Lee Hyuk-suk        |                                 |                      |
| 2009 | Private Eye                        | Hong Jin-ho         |                                 |                      |
| 2009 | Five Senses of Eros                | Min Jae-En          | Parte In My End Is My Beginning |                      |
| 2010 | The Most Beautiful (cortometraje)  |                     |                                 |                      |
| 2010 | Blades of Blood                    | Hwang Jeong-hak     |                                 |                      |
| 2010 | The Unjust                         | Choi Cheol-gi       |                                 |                      |
| 2011 | Battlefield Heroes                 | Kim Beob-min        |                                 |                      |
| 2011 | Moby Dick                          |                     |                                 |                      |
| 2012 | Dancing Queen                      | Él mismo            |                                 |                      |
| 2013 | New World                          | Jung Chung          |                                 |                      |
| 2013 | In My End Is My Beginning          | Min Jae-in          |                                 |                      |
| 2013 | Fists of Legend                    | Im Deok-kyu         |                                 |                      |
| 2014 | Man in Love                        | Han Tae-il          |                                 |                      |
| 2014 | Oda a Mi Padre                     | Yoon Deok-soo       |                                 |                      |
| 2015 | Por encima de la ley               | Seo Do-cheol        |                                 | [ 29 ]               |
| 2015 | The Himalayas                      | Um Hong-gil         |                                 |                      |
| 2016 | A Violent Prosecutor               | Byun Jae-wook       |                                 |                      |
| 2016 | The Wailing                        | Il-gwang            |                                 |                      |
| 2016 | Asura: The City of Madness         | Park Sung-bae       |                                 |                      |
| 2017 | The Battleship Island              | Lee Kang-ok         |                                 | [ 38 ]               |
| 2018 | Infiltrado en el Norte             | Park Seok-young     |                                 | [ 46 ]               |
| 2023 | The Point Men                      | Jung Jae-ho         |                                 | [ 47 ]               |
| 2023 | Boksoon debe morir                 |                     | Aparición especial              | [ 48 ]               |
| 2023 | 12.12: The Day                     | Gen. Chun Doo-gwang |                                 | [ 49 ] [ 50 ] [ 51 ] |
| 2024 | Misiones cruzadas                  | Kang-mu             |                                 | [ 52 ] [ 53 ]        |
| 2024 | I, the Executioner                 | Seo Do-cheol        |                                 | [ 54 ]               |

### Televisión
| Año  | Título                | Papel          | Canal     | Ref.   |
| ---- | --------------------- | -------------- | --------- | ------ |
| 2009 | The Accidental Couple | Gu Dong-baek   | KBS2      |        |
| 2012 | Korean Peninsula      | Seo Myung-joon | TV Chosun |        |
| 2017 | Amor revolucionario   | An Mi-yeon     | tvN       | [ 55 ] |
| 2022 | The Accidental Narco  | Jeon Yo-hwan   | Netflix   | [ 56 ] |

### Vídeo musical
- "One's Way Back"  (Naul, 2005)

## Teatro
- Okepi (Orchestra Pit) (2015-2016)
- Assassins (2012-2013)
- Hombre de La Mancha (2012)
- The Wedding Singer (2009-2010)
- Universidad de la Risa (2008-2009)
- Nine (2008)
- La Calle 42 (2004)
- Tommy (2001)
- Cats (1999)
- Moskito (1999)
- Jesucristo Superestrella (1997)
- Gaeddongi (1997-1998)
- Blood Brothers (1997)
- Linie 1 (1995-1996, 2000, 2006)

## Discografía
- "We" por Jang Dong-gun, Kim Seung-woo, Hwang Jung-min, Gong Hyung-jin, Ji Jin-hee, Lee Ha-na -  2010
- "누구를 위한 삶인가" por Leessang con Hwang Jung-min y Ryoo Seung-bum - Bloody Tie OST, 2006
- "너는 내 운명 Sun Together" por Hwang Jung-min y Jeon Do-yeon - You Are My Sunshine OST, 2005
- "You Are My Sunshine" por Hwang Jung-min - You Are My Sunshine  OST, 2005
- "Un Honeyed Question" por Hwang Jung-min - A Bittersweet Life OST, 2005

## Premios y nominaciones
| Año  | Premio                                         | Categoría                                    | Trabajo nominado       | Resultado | Ref.   |
| ---- | ---------------------------------------------- | -------------------------------------------- | ---------------------- | --------- | ------ |
| 2002 | 39.º Grand Bell Awards                         | Mejor Nuevo Actor                            | Waikiki Brothers       | Nominado  |        |
| 2002 | 1.º Korean Film Awards                         | Mejor Actor de Reparto                       | Waikiki Brothers       | Ganador   |        |
| 2002 | 3.º Busan Film Critics Awards                  | Mejor Nuevo Actor                            | Road Movie             | Ganador   |        |
| 2002 | 23.º Blue Dragon Film Awards                   | Mejor Nuevo Actor                            | Road Movie             | Ganador   |        |
| 2002 | 22.º Korean Association of Film Critics Awards | Mejor Nuevo Actor                            | Road Movie             | Ganador   |        |
| 2002 | 5.º Director's Cut Awards                      | Mejor Nuevo Actor                            | Road Movie             | Ganador   |        |
| 2003 | 40.º Grand Bell Awards                         | Mejor Actor                                  | Road Movie             | Nominado  |        |
| 2003 | 2.º Korean Film Awards                         | Mejor Nuevo Actor                            | Road Movie             | Nominado  |        |
| 2003 | 2.º Korean Film Awards                         | Mejor Actor                                  | Road Movie             | Nominado  |        |
| 2005 | 42.º Grand Bell Awards                         | Mejor Actor de Reparto                       | A Bittersweet Life     | Ganador   |        |
| 2005 | 4.º Korean Film Awards                         | Mejor Actor de Reparto                       | A Bittersweet Life     | Ganador   |        |
| 2005 | 4.º Korean Film Awards                         | Mejor Actor                                  | You Are My Sunshine    | Ganador   |        |
| 2005 | 26.º Blue Dragon Film Awards                   | Premio Mejor Pareja (con Jeon Do-yeon)       | You Are My Sunshine    | Ganador   |        |
| 2005 | 26.º Blue Dragon Film Awards                   | Mejor Actor de Reparto                       | A Bittersweet Life     | Nominado  |        |
| 2005 | 26.º Blue Dragon Film Awards                   | Mejor Actor                                  | You Are My Sunshine    | Ganador   |        |
| 2005 | 13.º Chunsa Film Art Awards                    | Mejor Actor                                  | You Are My Sunshine    | Nominado  |        |
| 2006 | 3.º Max Movie Awards                           | Mejor Actor                                  | You Are My Sunshine    | Ganador   |        |
| 2006 | 29.º Golden Cinematography Awards              | Mejor Actor                                  | You Are My Sunshine    | Ganador   |        |
| 2006 | 42.º Baeksang Arts Awards                      | Mejor Actor (Película)                       | You Are My Sunshine    | Nominado  |        |
| 2006 | 43.er Grand Bell Awards                        | Mejor Actor                                  | You Are My Sunshine    | Nominado  |        |
| 2006 | 7.º Busan Film Critics Awards                  | Mejor Actor                                  | Bloody Tie             | Ganador   |        |
| 2006 | 5.º Korean Film Awards                         | Mejor Actor                                  | Bloody Tie             | Nominado  |        |
| 2007 | 28.º Blue Dragon Film Awards                   | Premio Estrella Popular                      | Happiness              | Ganador   |        |
| 2007 | 28.º Blue Dragon Film Awards                   | Mejor Actor                                  | Happiness              | Nominado  |        |
| 2008 | 45.º Grand Bell Awards                         | Mejor Actor                                  | Happiness              | Nominado  |        |
| 2008 | 2.º The Musical Awards                         | Mejor Actor                                  | Nine                   | Nominado  |        |
| 2009 | 4.º Golden Ticket Awards                       | Estrella de Película de Corea                |                        | Ganador   |        |
| 2009 | 17.º Chunsa Film Art Awards                    | Mejor Actor                                  | Ojo privado            | Nominado  |        |
| 2009 | KBS Drama Awards                               | Premio de Excelencia, Actor en una Miniserie | The Accidental Couple  | Nominado  |        |
| 2009 | KBS Drama Awards                               | Premio de Excelencia, Actor                  | The Accidental Couple  | Nominado  |        |
| 2011 | 45.º Taxpayers' Day                            | Mención Presidencial                         |                        | Ganador   |        |
| 2011 | 15.º Fantasia Festival                         | Mejor Actor (compartido con Ryoo Seung-bum)  | The Unjust             | Ganador   |        |
| 2012 | 49.º Grand Bell Awards                         | Mejor Actor                                  | Dancing Queen          | Nominado  |        |
| 2012 | 16.º Korea Musical Awards                      | Mejor Actor                                  | Hombre de La Mancha    | Nominado  |        |
| 2013 | Korea Film Actor's Association Awards          | Premio Estrella                              | New World              | Ganador   |        |
| 2013 | 49.º Baeksang Arts Awards                      | Mejor Actor (Película)                       | New World              | Nominado  |        |
| 2013 | 50º Grand Bell Awards                          | Mejor Actor                                  | New World              | Nominado  |        |
| 2013 | 50º Grand Bell Awards                          | Mejor Actor                                  | Fists of Legend        | Nominado  |        |
| 2013 | 34.º Blue Dragon Film Awards                   | Mejor Actor                                  | New World              | Ganador   |        |
| 2013 | 22.º Buil Film Awards                          | Mejor Actor                                  | New World              | Ganador   |        |
| 2013 | 33.º Korean Association of Film Critics Awards | Mejor Actor                                  | New World              | Nominado  |        |
| 2014 | 9.º Max Movie Awards                           | Mejor Actor                                  | New World              | Nominado  |        |
| 2014 | 19.º Chunsa Film Art Awards                    | Mejor Actor                                  | New World              | Nominado  |        |
| 2015 | 10.º Max Movie Awards                          | Mejor Actor                                  | Oda a Mi Padre         | Nominado  |        |
| 2015 | 20º Chunsa Film Art Awards                     | Mejor Actor                                  | Oda a Mi Padre         | Nominado  |        |
| 2015 | 52.º Grand Bell Awards                         | Mejor Actor                                  | Oda a Mi Padre         | Ganador   |        |
| 2015 | 8.º seoul senior citizen Movie Awards          | Premio Pareja en Película (con Yunjin Kim)   | Oda a Mi Padre         | Ganador   |        |
| 2015 | 35.º Golden Cinema Festival                    | Gran Premio (Daesang)                        | Oda a Mi Padre         | Ganador   |        |
| 2015 | 15.º Director's Cut Awards                     | Mejor Actor                                  | Oda a Mi Padre         | Ganador   |        |
| 2015 | 2.º Korean Film Producers Association Awards   | Mejor Actor                                  | Oda a Mi Padre         | Ganador   |        |
| 2015 | 36.º Blue Dragon Film Awards                   | Mejor Actor                                  | Por encima de la ley   | Nominado  |        |
| 2016 | 11.º Max Movie Awards                          | Mejor Actor                                  | The Himalayas          | Nominado  |        |
| 2016 | 52.º Baeksang Arts Awards                      | Mejor Actor (Película)                       | Por encima de la ley   | Nominado  |        |
| 2016 | 25.º Buil Film Awards                          | Mejor Actor de Reparto                       | The Wailing            | Nominado  |        |
| 2016 | 25.º Buil Film Awards                          | Mejor Actor                                  | Por encima de la ley   | Nominado  |        |
| 2016 | 53.er Grand Bell Awards                        | Mejor Actor de Reparto                       | The Wailing            | Nominado  |        |
| 2017 | 22.º Chunsa Film Art Awards                    | Mejor Actor de Reparto                       | The Wailing            | Nominado  |        |
| 2017 | 1.º The Seoul Awards                           | Mejor Actor (Película)                       | The Battleship Island  | Nominado  |        |
| 2018 | 55th Grand Bell Awards                         | Mejor Actor                                  | Infiltrado en el Norte | Ganador   | [ 57 ] |
| 2020 | 41st Blue Dragon Film Award                    | Mejor Actor (Película)                       | Deliver Us From Evil   | Nominado  | [ 58 ] |